# Love & Life
Love & Life to szósty album amerykańskiej wokalistki Mary J. Blige, wydany 26 sierpnia 2003 roku nakładem Geffen Records. Album zadebiutował na miejscu 1 zestawienia Billboard 200. Album był nominowany do nagrody Grammy w kategorii Best Contemporary R&B Album w 2004 roku.

## Lista utworów
1. „Love & Life Intro” (feat. Jay-Z & Diddy) – 2:48
2. „Don’t Go” – 4:28
3. „When We” – 3:36
4. „Not Today” (feat. Eve) – 4:13
5. „Finally Made It (Interlude)” – 1:39
6. „Ooh!” – 4:07
7. „Let Me Be The 1" (feat. 50 Cent) – |4:40
8. „Love @ 1st Sight” (feat. Method Man) – 5:18
9. „Willing & Waiting” – 4:19
10. „Free (Interlude)” – |2:04
11. „Friends” – 4:02
12. „Press On” – 4:17
13. „Feel Like Makin’ Love” – 4:42
14. „It's A Wrap” – 4:20
15. „Message In Our Music (Interlude)” – 2:14
16. „All My Love” – 4:16
17. „Special Part Of Me” – 4:33
18. „Ultimate Relationship (A.M.)” – 5:05

Utwory bonusowe
- „Whenever I Say Your Name (feat. Sting)
- „Didn’t Mean” (Wydanie brytyjskie)
- „Happy Endings” (Wydanie japońskie)
- „If I Don’t Love You This Way” (Wydanie japońskie)

Bonusowe DVD (edycja amerykańska)
- A look at making the album.

## Single
- Love @ 1st Sight – wyd. 24 czerwca 2003
- Ooh! – wyd. 2003
- Not Today – wyd. marzec 2004
- It's A Wrap – wyd. czerwiec 2004